# Acacia amoena
Acacia amoena är en ärtväxtart som beskrevs av Wendl. Acacia amoena ingår i släktet akacior, och familjen ärtväxter. Inga underarter finns listade i Catalogue of Life.